# Чемпионат мира по бобслею 1953
13-й чемпионат мира по бобслею и скелетону прошёл 1 февраля 1953 года в городе Гармиш-Партенкирхене. Чемпионат был омрачён смертью швейцарского бобслеиста Феликса Эндриха, который выиграл в соревновании двоек, но на следующей неделе умер, скончавшись на пути к больнице из-за перелома шеи.

## Соревнование двоек
| Золото                               | Серебро                               | Бронза                             |
| Феликс Эндрих, Фриц Штёкли (5:01,90) | Андреас Остли, Франц Кемсер (5:02,17) | Тео Китт, Лоренц Ниебёрт (5:03,38) |

## Соревнование четвёрок
| Золото                                                              | Серебро                                                                | Бронза |
| Ллойд Джонсон, Пит Бьесиадеки, Хуберт Миллер, Джозеф Смит (2:28,79) | Андреас Остли, Хайнц Вендлингер, Ханс Хохенестер, Руди Эрбен (2:29,13) | Кьелл Холмстрём, Уолтер Аронсон, Нилс Ландгрен, Ян Лапидоз ----------- Сильвестр Вокерле, Ханс Рёш, Микаэль Пёссингер, Дикс Терне |

## Медальный зачёт
| Место | Страна    | Золото | Серебро | Бронза | Всего |
| ----- | --------- | ------ | ------- | ------ | ----- |
| 1     | ФРГ       | 0      | 2       | 2      | 4     |
| 2     | Швейцария | 1      | 0       | 0      | 1     |
| 3     | США       | 1      | 0       | 0      | 1     |
| 4     | Швеция    | 0      | 0       | 1      | 1     |